# César Caillet
César Andrés Caillet Álvarez (Temuco, Región de La Araucanía, 9 de enero de 1974) es un abogado y actor chileno, de teatro y televisión.

## Biografía
Caillet estudió en el Liceo Camilo Henríquez y posteriormente en la Universidad Católica de Temuco a la carrera de Derecho. En 1999 se traslada a Santiago y comenzó estudios nocturnos en taller de actuación de Fernando González Mardones, luego el 2001 entró a estudiar la carrera en forma profesional y cuando cursaba su último semestre, llegó gente de Televisión Nacional, en cuyos cástines participó pasando a formar parte del elenco de "Los Pincheira".
La carrera de Caillet comenzó en 2004 con un pequeño personaje en la superproducción de época Los Pincheira, dirigida por Vicente Sabatini, en el que compartió escenas junto a actores que desde niño admiraba; Alfredo Castro, Claudia Di Girolamo, Francisco Reyes, Francisco Melo, Marés González y José Soza. La telenovela se transformó en un fenómeno en la televisión chilena y recibió críticas positivas de los críticos.
Trabajó en el área dramática de Canal 13 en Papi Ricky y la serie Héroes.
En 2009 actuó para Chilevisión; en 2010 regresó a TVN en donde ha trabajado en producciones como Los Pincheira, ¿Dónde está Elisa? y Circo de estrellas.

## Filmografía

### Cine
- El vuelo del poeta (2009) - Juan Gris
- Wie ein Stern am Himmel (2010) - Ignatio Orotava Fuertu
- El tío (2013) - César, La Muerte

### Telenovelas
| Año       | Título                   | Papel               | Ref.  |
| --------- | ------------------------ | ------------------- | ----- |
| 2004      | Los Pincheira            | Francisco Del Canto |       |
| 2004-2005 | Ídolos                   | Jaime Montecinos    |       |
| 2005      | Los Capo                 | Hipólito Rojas      |       |
| 2006      | Disparejas               | Etienne Rostand     |       |
| 2006      | Floribella               | Luciano Velasco     |       |
| 2007      | Papi Ricky               | Tomás Vidal         |       |
| 2008      | Lola 2                   | Ignacio Solar       | T2    |
| 2009      | ¿Dónde está Elisa?       | Javier Goyeneche    |       |
| 2009      | Sin Anestesia            | Pablo Goycoechea    |       |
| 2010      | 40 y tantos              | Genaro Manzur       |       |
| 2012      | Reserva de familia       | Adrián Fernández    |       |
| 2012      | Pobre Rico               | Álex Garrido        |       |
| 2013-2014 | El Regreso               | Néstor Bulnes       |       |
| 2015      | Eres mi tesoro           | Rodrigo Pezoa       |       |
| 2017-2018 | Perdona nuestros pecados | Ernesto Möller      | T1-T2 |
| 2018      | Isla Paraíso             | Hernán Sepúlveda    |       |
| 2022      | Hijos del desierto       | Daniel Hidalgo      |       |
| 2025      | El jardín de Olivia      | Raúl Guerrero       |       |

### Series y unitarios
| Series y Unitarios | Series y Unitarios                   | Series y Unitarios     | Series y Unitarios |
| Año                | Serie                                | Rol                    | Canal              |
| ------------------ | ------------------------------------ | ---------------------- | ------------------ |
| 2006               | Tiempo final: En tiempo real         | Patricio               | TVN                |
| 2006               | El día menos pensado                 | Carlos Miranda         | TVN                |
| 2007               | Casado con hijos                     | Demetrio / Aliro       | Mega               |
| 2007               | Héroes                               | Bernardo de Monteagudo | Canal 13           |
| 2008               | Huaiquimán y Tolosa                  | Nicolás                | Canal 13           |
| 2011               | Prófugos                             | Fabián Salgado         | HBO                |
| 2012               | Cobre                                | Señor Stainer          | Mega               |
| 2012               | El diario secreto de una profesional | Simón Garrido          | TVN                |
| 2013               | Bim bam bum                          | Enrique Amunátegui     | TVN                |
| 2016               | Chico reality                        | Matías Palominos       | Mega               |
| 2023               | La sangre del camaleón               | Roberto Montero        | TVN                |
| 2024               | Mundo del pasado                     | Desorante Plomo        | Canal 13           |

### Programas de televisión
- Circo de estrellas (TVN, 2010) - Participante

## Teatro
- Gusanos, el musical (2009)[6]
- Páramo (2009)[7]
- In Love (2007)[8]
- ¿Quién mató a Patricia? (2006)[9]
- Calígula (2004)[10]
- Jóvenes poderosos[11]